# Abadeh
Abadeh (em persa: آباده) é uma cidade da província de Fars, Irão, situada a uma elevação de 6.200 pés (cerca de 1.890 metros) em uma planície fértil na auto-estrada entre Ispaã e Xiraz, a 225 quilômetros da primeira e 273 quilômetros da última. Sua população é estimada em 59.241 habitantes (estimativa de 2007), o que mostra um crescimento de 45% entre 1985 e 2005. 
Abadeh é a capital e maior cidade do condado de Abadeh, distrito de Eghlid, conhecido por suas esculturas talhadas na madeira, feitas das árvores de pêra e buxus. Óleo de sésamo, óleo de rícino, cereais e várias frutas também são produzidas ali.
A região é famosa por seus tapetes de Abadeh.